# Florestamento

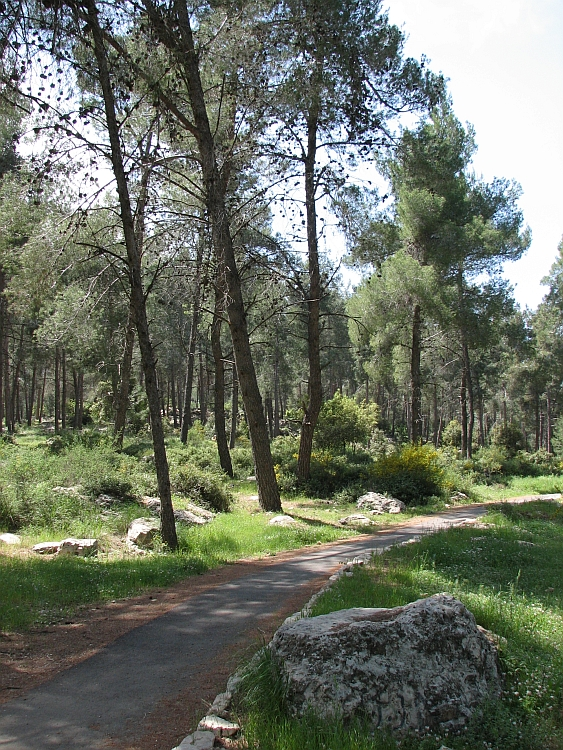
Floresta de Aminadav em Israel.

Florestamento, em silvicultura e engenharia florestal, é um conceito usado em vários sentidos:
- Em acepção ampla, designa o estabelecimento de árvores, quer nativas ou exóticas, quer para fins econômicos ou ambientais, seja em áreas que já possuíram no passado cobertura florestal (reflorestamento), ou em áreas que não eram originalmente florestadas, como campos naturais, savanas, etc., ou que foram desmatadas há muito tempo (aflorestamento).[1]
- Em sentido restrito, o termo "florestamento" também é utilizado, em algumas publicações, como tradução de afforestation, sendo, nessa acepção, sinônimo de "aflorestamento".
- Alguns autores aplicam o termo "reflorestamento" para o caso de florestamentos com fins econômicos (como o cultivo intensivo de árvores para a produção de madeira, celulose, carvão vegetal, etc.), enquanto preferem aplicar "florestamento" no sentido de florestamentos com fins ambientais (visando sequestro de carbono e conservação de espécies arbóreas).[2]

Entretanto, o uso do florestamento (no sentido de aflorestamento) como estratégia de conservação de biomas florestais tem sido criticado por representar uma ameaça à conservação de biomas não florestais, como campos e savanas. Uma alternativa mais adequada seria o reflorestamento de áreas desmatadas, onde originalmente havia presença de florestas.

## Tipos
Existem três tipos de florestamento: 
1. Regeneração natural: árvores nativas são plantadas como sementes; criando novos ecossistemas e aumentando o sequestro de carbono.
2. Agrofloresta: uma atividade agrícola realizada para cultivar culturas colhíveis, como frutas e nozes.
3. Plantações de árvores: produzem madeira e produtos de celulose; isso pode ser visto como uma alternativa ao corte de florestas naturais.

No entanto, o termo aflorestamento também pode implicar  “a conversão intencional de ecossistemas nativos não florestais em cobertura de árvores exóticas e violar as salvaguardas da biodiversidade”. 